# Cirene (ninfa)
Nella mitologia greca, Cirene o Pirene era una ninfa; fu amata da Ares, da cui ebbe Diomede e Licaone.
Viene talvolta identificata con un'altra Cirene, figlia del re dei Lapiti Ipseo.